# Kasia Wilk
Katarzyna Wilk (ur. 3 stycznia 1982 w Lubinie) – polska piosenkarka.
W 2010 magazyn „Machina” umieścił ją na liście „50 najlepszych polskich wokalistek”.

## Życiorys

### Wczesne lata
W latach 1989–1995 kształciła się w Państwowej Szkole Muzycznej I stopnia w Lubinie w klasie gitary. W latach 2002–2004 uczyła się w Policealnym Studium Piosenkarskim (Wydz. Aktor Scen Muzycznych).

### Kariera muzyczna
W latach 1997–2000 występowała z żeńskim sekstetem, koncertując na całym świecie i śpiewając gospel. Brała udział w różnych projektach muzycznych: od funky, reggae i soul po muzykę lat 20. XX wieku. Do 2003 śpiewała w chórze Uniwersytetu im. Adama Mickiewicza.

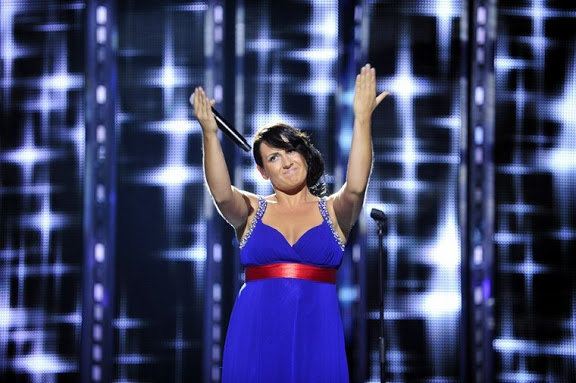
Katarzyna Wilk, Sopot 2009

Jest laureatką kilku nagród, m.in. Grand Prix „Stare po nowemu” w 2001 i 2003, oraz na Ogólnopolskim Festiwalu im. Anny Jantar w 2004. Rok później wzięła gościnny udział w nagraniu płyty z Grupą Trzymającą Władzę.
W 2005 razem z zespołem Kto To zajęła drugie miejsce w konkursie „Debiutów” na Festiwalu w Opolu (utwór „Gdy minie sen”), a także wraz z Mezem zdobyła „Srebrną Premierę” dzięki utworowi „Ważne”. Współpracowała z Kayah, zaśpiewała chórki podczas koncertu Kayah MTV Unplugged w 2006. Od 2006 śpiewa w Orkiestrze Adama Sztaby (m.in. w „Tańcu z Gwiazdami”). W 2007 zaśpiewała dwa utwory na płycie zespołu Kangaroz Oddychaj.

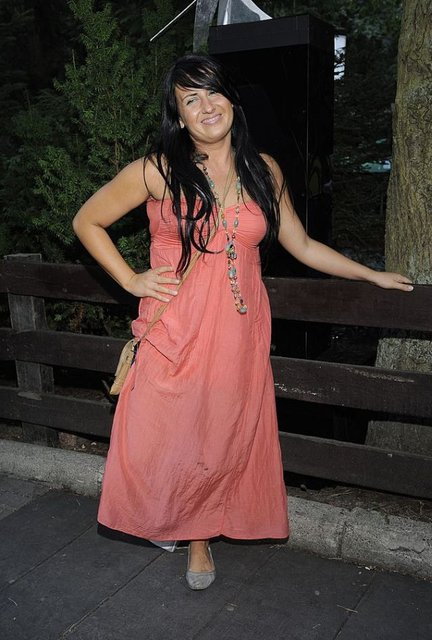
Kasia Wilk, 2009

W 2008 rozpoczęła karierę solową. Pierwszym singlem z solowej płyty jest utwór „Pierwszy raz”. Teledysk do tej piosenki miał premierę w lipcu 2008. Drugim singlem promującym płytę Unisono był utwór „Idealni”. Trzecim singlem jest „Do kiedy jestem” z 2009, z którym 22 sierpnia Wilk zwyciężyła w polskim finale 46. Sopot Festival i tym samym zakwalifikowała się do etapu międzynarodowego, w którym zajęła trzecie miejsce. 23 września 2009 do rozgłośni radiowych trafił jej kolejny singiel – „Będzie dobrze”.
23 kwietnia 2010 wystąpiła podczas Eska Music Awards 2010, gdzie wspólnie z Katherine wykonała dwa utwory: „Pierwszy raz” (Kasia Wilk) i „Ayo Technology” (Katerine). W 2011 piosenka wykonywana przez nią wraz z jedenastoma innymi artystami – „Muzyki moc” – otrzymała nagrodę Viva Comet 2011 w kategorii Najlepsze na VIVA-TV.pl. Na 48. KFPP w Opolu z piosenką „Escape” zajęła trzecie miejsce w konkursie Superpremier, za co otrzymała „Brązową Premierę”.
25 listopada 2011 wydała swój drugi album studyjny pt. Drugi raz, który ukazał się nakładem Universal Music Polska. W 2012 z piosenką „Po prostu” wystąpiła podczas koncertu Trendy na festiwalu TOPtrendy 2012. W 2014 brała udział w programie TVP2 Superstarcie; zajęła 10. miejsce.
6 maja 2016 zaprezentowała singiel „Światłocień”, którym zapowiedziała swój trzeci album studyjny. 4 czerwca wystąpiła podczas 53. Krajowego Festiwalu Piosenki Polskiej w Opolu.
W 2022 zwyciężyła w finale siedemnastej edycji programu telewizji Polsat Twoja twarz brzmi znajomo. W 2024 wróciła z nowymi singlami „Milczę (tu i teraz)” oraz  „Bez dram” zapowiadające kolejny album studyjny artystki.

## Dyskografia

### Albumy studyjne
| Rok                         | Dane dot. albumu                                                                                                 | Pozycja na liście | Certyfikat         | Sprzedaż       |
| Rok                         | Dane dot. albumu                                                                                                 | POL               | Certyfikat         | Sprzedaż       |
| --------------------------- | --- | ----------------- | ------------------ | -------------- |
| 2005                        | Jedenaście (oraz Kto To) - Data: 26 września 2005 - Wydawca: My Music - Format: CD, digital download             | 3                 |                    |                |
| 2006                        | Eudaimonia (oraz Mezo i Tabb) - Data: 16 października 2006 - Wydawca: UMC Records - Format: CD, digital download | 17                | - POL: złota płyta | - POL: 15 000+ |
| 2008                        | Unisono - Data: 3 listopada 2008 - Wydawca: My Music - Format: CD, digital download                              | –                 |                    | - POL: 5 000   |
| 2011                        | Drugi raz - Data: 25 listopada 2011 - Wytwórnia: Universal Music Polska - Format: CD, digital download           | –                 |                    |                |
| „–” album nie był notowany. | |                   |                    |                |

### Single
| Rok                          | Tytuł                                         | Pozycja na liście | Pozycja na liście | Pozycja na liście | Pozycja na liście | Album                         |
| Rok                          | Tytuł                                         | POL (nowości)     | RMF               | SLiP              | 30 ton            | Album                         |
| ---------------------------- | --------------------------------------------- | ----------------- | ----------------- | ----------------- | ----------------- | ----------------------------- |
| 2005                         | Mezo i Tabb – „Ważne” (gościnnie: Kasia Wilk) | –                 | 1                 | 18                | 8                 | Ważne. Wyjście z bloków       |
| 2005                         | „Gdy minie sen” (oraz Kto To)                 | –                 | –                 | 7                 | 13                | Jedenaście                    |
| 2006                         | „Zero do stracenia” (oraz Kto To)             | –                 | –                 | 25                | –                 | Jedenaście                    |
| 2006                         | „Sacrum” (oraz Mezo i Tabb)                   | –                 | 1                 | 4                 | –                 | Eudaimonia                    |
| 2007                         | „Mamy siebie” (oraz Mezo i Tabb)              | –                 | –                 | –                 | –                 | Eudaimonia                    |
| 2008                         | „Pierwszy raz”                                | –                 | 1                 | 5                 | –                 | Unisono                       |
| 2008                         | „Idealni”                                     | –                 | 2                 | –                 | –                 | Unisono                       |
| 2009                         | „Do kiedy jestem”                             | –                 | 1                 | –                 | –                 | Unisono                       |
| 2009                         | „Będzie dobrze”                               | –                 | 5                 | –                 | –                 | Unisono                       |
| 2010                         | VIVA i Przyjaciele – „Muzyki moc”             | –                 | –                 | –                 | –                 | –                             |
| 2011                         | „Być może”                                    | –                 | 9                 | 14                | –                 | Drugi raz                     |
| 2011                         | „Escape”                                      | –                 | 1                 | –                 | –                 | Drugi raz                     |
| 2011                         | „Jak nigdy przedtem”                          | –                 | –                 | –                 | –                 | Drugi raz                     |
| 2012                         | „Po prostu”                                   | 5                 | –                 | 30                | –                 | Drugi raz                     |
| 2016                         | „Światłocień”                                 | –                 | –                 | –                 | –                 | –                             |
| 2021                         | „Kolęda dla tęczowego Boga”                   | –                 | –                 | –                 | –                 | –                             |
| 2023                         | „Chowam się”                                  | –                 | –                 | –                 | –                 | Radiostory (soundtrack filmu) |
| 2023                         | „Ciągle mnie masz”                            | –                 | –                 | –                 | –                 | –                             |
| 2024                         | „Milczę (tu i teraz)”                         | –                 | –                 | –                 | –                 | –                             |
| 2024                         | „Bez dram"                                    | –                 | –                 | –                 | –                 | –                             |
| „–” singel nie był notowany. |                                               |                   |                   |                   |                   |                               |

### Inne
| Album                                                           | Rok  | Uwagi                                                                                     | Źródło |
| --------------------------------------------------------------- | ---- | ----------------------------------------------------------------------------------------- | ------ |
| Mezo i Tabb – Ważne. Wyjście z bloków                           | 2005 | gościnnie śpiew w utworach „Lepsze jutro”, „Pod palmą”, „Zbieram myśli” i „Ważne”         | [ 24 ] |
| Jest nas wielu (kompilacja)                                     | 2005 | śpiew w utworze „Lepsze jutro”                                                            | [ 25 ] |
| DNA i Gal – Niewidzialni                                        | 2006 | gościnnie śpiew w utworach „Baner” i „Przepraszam”                                        | [ 26 ] |
| Kayah – MTV Unplugged                                           | 2007 | chórki                                                                                    | [ 27 ] |
| Mezo – Dekada 1997–2007 (kompilacja)                            | 2007 | śpiew w utworach „Rejs (Szósty)”, „Ważne”, „Sacrum”, „Mamy siebie” i „Spirala nienawiści” | [ 28 ] |
| Owal/Emcedwa – Epizod IV Sens życia                             | 2007 | gościnnie śpiew w utworze „Kolejny dzień”                                                 | [ 29 ] |
| Psalmy. Artyści polscy Janowi Pawłowi II w hołdzie (kompilacja) | 2007 | śpiew w utworze „Psalm 116”                                                               | [ 30 ] |
| Mezo – Słowo ma moc                                             | 2009 | gościnnie śpiew w utworze „Chcę się śmiać”                                                | [ 31 ] |
| Fundacja Rozwoju Kardiochirurgii – Cudowny Świat (kompilacja)   | 2010 | śpiew w utworach „What a wonderful world”, „Bo we mnie jest seks”                         |        |
| Marek Kościkiewicz – 25                                         | 2012 | gościnnie śpiew w utworze „Wszystko na sprzedaż”                                          | [ 32 ] |

## Teledyski
| Utwór                                         | Rok  | Reżyseria          | Album                   | Źródło |
| --------------------------------------------- | ---- | ------------------ | ----------------------- | ------ |
| Mezo i Tabb – „Ważne” (gościnnie: Kasia Wilk) | 2005 | Oczy Niebieskie    | Ważne. Wyjście z bloków | [ 33 ] |
| „Gdy minie sen” (oraz Kto To)                 | 2005 | –                  | Jedenaście              | [ 34 ] |
| „Sacrum” (oraz Mezo i Tabb)                   | 2006 | –                  | Eudaimonia              | [ 35 ] |
| „Pierwszy raz”                                | 2008 | –                  | Unisono                 | [ 36 ] |
| „Do kiedy jestem”                             | 2009 | Grupa 13           | Unisono                 | [ 37 ] |
| „Escape”                                      | 2011 | Maciej Michalski   | Drugi raz               | [ 38 ] |
| „Być może”                                    | 2011 | Maciej Michalski   | Drugi raz               | [ 39 ] |
| „Po prostu”                                   | 2012 | Andrzej Nowakowski | Drugi raz               | [ 40 ] |
| „Światłocień”                                 | 2016 | Agata Grymuza      | –                       |        |
| "Ciągle mnie masz"                            | 2023 | –                  | –                       |        |
| "Milczę (tu i teraz)"                         | 2024 | Kinga Budnik       | –                       |        |
| "Bez dram"                                    | 2024 |                    |                         |        |